# Gadsden (Alabama)
Pour les articles homonymes, voir Gadsden.
La ville de Gadsden est le siège du comté d'Etowah, dans l’État de l’Alabama aux États-Unis. Elle a été baptisée ainsi en l'honneur de James Gadsden qui négocia avec le gouvernement mexicain l'achat des territoires au sud de l'Arizona et du Nouveau-Mexique, connu sous le nom d'achat Gadsden.
Selon le recensement de 2010, Gadsden compte 36 856 habitants. La municipalité s'étend sur 38,29 milles carrés (99,17 km2), dont 1,13 milles carrés (2,93 km2) d'étendues d'eau.
La ville est citée dans la chanson  American Requiem premiere chanson de l'album Cowboy Carter de Beyoncé.    

## Démographie
| 1880  | 1890  | 1900  | 1910   | 1920   | 1930   | 1940   | 1950   |
| ----- | ----- | ----- | ------ | ------ | ------ | ------ | ------ |
| 1 697 | 2 901 | 4 282 | 10 557 | 14 737 | 24 042 | 36 975 | 55 725 |

| 1960   | 1970   | 1980   | 1990   | 2000   | 2010   | - | - |
| ------ | ------ | ------ | ------ | ------ | ------ | - | - |
| 58 088 | 53 928 | 47 565 | 42 523 | 38 978 | 36 856 | - | - |